# شیخ‌الاسلام مهماندوست
شیخ‌الاسلام مهماندوست نماینده مجلس و از ملاکان بزرگ منطقه شمیران بود.
محمدحسن مهماندوست، در سال ۱۲۳۹ خورشیدی (۱۲۷۹ قمری) در حصار بوعلی در یک خانواده روحانی به دنیا آمد. در سن چهل سالگی به درجه اجتهاد رسید. در دوره های اول و دوم مجلس شورای ملی به نمایندگی مردم انتخاب شد. پس از انقلاب مشروطه، مدارس متعددی در شمیران تاسیس کرد و سرانجام در ۸۹ سالگی در سوم خرداد ۱۳۲۸ درگذشت.
املاک وسیع مهماندوست از خیابان دولت آغاز شده و تا اراج و جماران و منظریه ادامه می یافت. خانه و باغ او در خیابان مهماندوست واقع بود که در حال حاضر به چند قطعه مجزا تفکیک شده است.
همسر او فروغ‌اعظم دختر شاهزاده عدل‌الدوله (حاکم سبزوار و نیشابور) و نوه محمدتقی میرزا (رکن‌الدوله) برادر ناصرالدین شاه بود.